# Adriano di Castello
Adriano di Castello (Corneto, 1458 – Venetië, eind 1521/begin 1522) was een Italiaans kardinaal. Opmerkelijk voor zijn kardinaalschap zijn de conflicten die hij had met verschillende pausen.

## Biografie
Over zijn vroege leven is weinig bekend. In 1490 werd Adriano door paus Innocentius VIII naar Schotland gestuurd om daar de crisis tussen koning Jacobus III en zijn onderdanen op te lossen. Door de dood van Jacobus III werd hij echter naar Rome teruggeroepen. In Engeland had Adriano’s optreden de aandacht van de Engelse koning Hendrik VII getrokken, die in 1502 paus Alexander VI verzocht Adriano aan te stellen als bisschop van Hereford. Hoewel hij op 14 februari 1502 aangesteld werd zou Adriano de positie nooit officieel bekleden.
Tijdens het consistorie van 31 mei 1503 werd Adriano verheven tot kardinaal-priester, waarbij hem de titelkerk San Crisogono werd toegewezen. In 1504 richtte Adriano zich opnieuw tot Hendrik VII, waarbij hij zijn diensten als vertegenwoordiger van Engeland binnen de Romeinse Curie aanbood. Hierop werd Adriano aangesteld als bisschop van Bath en Wells, een positie die hij nooit zou bekleden.

## Problemen met de paus

### Paus Alexander VI
Op 5 augustus 1503 waren paus Alexander VI en zijn zoon Cesare Borgia uitgenodigd door Adriano voor een diner in zijn paleis. Na de maaltijd werd Adriano ziek; al snel daarna volgden ook de paus en zijn zoon. Alexander VI zou uiteindelijk 13 dagen later overlijden.
Direct na de dood van de paus gingen er geruchten in Rome rond, dat Adriano de paus en zijn zoon had vergiftigd. Bewijzen hiervoor zijn echter nooit gevonden en de werkelijke doodsoorzaak van Alexander VI wordt toegeschreven aan malaria.

### Paus Julius II
Hoewel hij aanvankelijk in aanzien stond bij de paus leidde een ruzie tussen Adriano en de Engelse ambassadeur tot een conflict met Julius II. Zonder pauselijke toestemming vluchtte Adriano hierop uit Rome om zijn toevlucht te zoeken in de buurt van het Gardameer.
In 1510 werd Adriano’s naam genoemd in relatie tot een document dat opriep tot een concilie te Pisa waar paus Julius II zich zou moeten verantwoorden. Hoewel hij protesteerde tegen het gebruiken van zijn naam en hij ook nooit deelnam aan het concilie, besloot Adriano ver weg te blijven van Rome, om daar pas terug te keren na de dood van Julius II in 1513. Adriano nam deel aan het conclaaf dat paus Leo X zou kiezen.

### Paus Leo X
Onder leiding van kardinaal Alfonso Petrucci nam Adriano deel aan een complot om paus Leo X via vergiftiging te vermoorden. Nadat dit was uitgekomen werden de kardinalen ter verantwoording geroepen. Tijdens het consistorie van 8 juni 1517 werd Adriano gedwongen schuld te bekennen waarna de paus hem vergaf. Hij werd uiteindelijk gedwongen een boete van 25.000 dukaten te betalen. Ondanks dat hij vergeven was, bleef bij Adriano de vrees bestaan op represailles van de paus en daarom besloot hij Rome opnieuw te ontvluchten. Ditmaal vestigde hij zich in Venetië. Nadat hij niet ingegaan was op de sommatie van Leo X om terug te keren naar Rome, startte de paus een proces tegen de kardinaal. Hij werd schuldig bevonden aan verzet tegen de paus en werd op 5 juli 1518 uit zijn ambt van kardinaal gezet. Ook werd hij gedwongen om al zijn bezittingen te verkopen, waaronder het paleis dat hij had laten bouwen in Borgo.

## Overlijden
In Venetië verbleef hij bij zijn vriend Giacomo di Pesaro. Na de dood van paus Leo X was Adriano voornemens deel te nemen aan het conclaaf. Waarschijnlijk is hij echter door een dienstbode in Venetië vermoord.

## Schrijver en dichter
Als humanist en liefhebber van de letteren schreef Adriano ook diverse gedichten en verhandelingen. Van zijn hand zijn verschillende werken overgeleverd:
- "Venatio"
- "De vera philosophia ex quatuor doctoribus ecclesiae"
- "De Sermone Latino et modo Latine loquendi"

- Biblioteca Nacional de España: XX1390710
- Bibliothèque nationale de France: cb134838225 (data)
- Catàleg d'autoritats de noms i títols de Catalunya: 981058515725006706
- Gemeinsame Normdatei: 100965415
- International Standard Name Identifier: 0000 0001 1022 5471
- Library of Congress Control Number: n86113694
- Nationale Bibliotheek van Tsjechië: jo2006330564
- Nationale Bibliotheek van Israël: 987007406607305171
- Nederlandse Thesaurus van Auteursnamen: 104864850
- Istituto Centrale per il Catalogo Unico: RMLV019442
- LIBRIS: 289222
- SNAC: w66978rm
- Système universitaire de documentation: 035539925
- Virtual International Authority File: 22293686
- WorldCat: E39PBJdx743wfMyckHkqCWfDv3